# Стронцій-90
Стро́нцій-90, також відомий як радіостро́нцій — радіоактивний нуклід хімічного елемента стронцію з атомним номером 38 і масовим числом 90. Утворюється здебільшого під час поділу ядер в ядерних реакторах і ядерній зброї.
У довкілля 90Sr потрапляє здебільшого під час ядерних вибухів і викидів на АЕС.
Стронцій є аналогом кальцію і здатний міцно відкладатися в кістках. Тривале опромінення 90Sr і продуктами його розпаду уражує кісткову тканину і кістковий мозок (мієлотоксичність), що зумовлює розвиток хронічної променевої хвороби, пухлин кровотворної тканини й кісток (радіогенна остеосаркома). У вагітних жінок накопичений в кістках ізотоп опромінює плід. З огляду на це і на те, що стронцій-90 володіє відносно тривалим періодом напіврозпаду, він переважно використовується як маркер під час визначення меж і рівнів антропогенного радіоактивного забруднення. Водночас загальний рівень іонізувального випромінювання (включно з γ- і α-) і сумарного вмісту всіх забруднювальних радіонуклідів, зокрема короткоживучих, на даній території може бути вищим, ніж такі для стронцію-90 або β-випромінювання.
Активність одного грама цього нукліда становить приблизно 5,1 ТБк.

## Утворення і розпад
90Sr є дочірнім продуктом 
β−
-розпаду нукліда 90Rb (період напіврозпаду становить 158 (5) c) і його ядерних ізомерів c:
{\displaystyle \mathrm {^{90}_{37}Rb} \rightarrow \mathrm {^{90}_{38}Sr} +e^{-}+{\bar {\nu }}_{e}.}
Зі свого боку, 90Sr зазнає 
β−
-розпаду, переходячи в радіоактивний ітрій 90Y (ймовірність 100 %, енергія розпаду 545,9 (14) кеВ):
{\displaystyle \mathrm {^{90}_{38}Sr} \rightarrow \mathrm {^{90}_{39}Y} +e^{-}+{\bar {\nu }}_{e}.}
Нуклід 90Y також радіоактивний, має період напіврозпаду 64 години й в процесі 
β−
-розпаду з енергією 2,28 МеВ перетворюється в стабільний 90Zr.

## Біологічна дія
Стронцій є хімічним аналогом кальцію, тому він найбільш ефективно відкладається в кістковій тканині (зокрема 
наявність стронцію-90 в дитячих зубах внаслідок атмосферних ядерних випробувань було підтверджено дослідженням канадського фізика Урсули Франклін, що стало одним з чинників прийняття міжнародного мораторію на такі випробування)). В м'яких тканинах затримується менше ніж 1%. Внаслідок відкладення в кістковій тканині, він опромінює кісткову тканину і червоний кістковий мозок. Оскільки масовий коефіцієнт у червоного кісткового мозку в 12 разів більший, ніж у кісткової тканини, то саме він є критичним органом за попадання стронцію-90 в організм, що збільшує ризик захворіти на лейкемію. А надходження великої кількості ізотопу може викликати променеву хворобу. Ці ж факти підтверджені в клініці розвитку хронічної променевої хвороби у населення, що проживало в долині річки Течі й в зоні СУРС (Східно-Уральський радіоактивний слід).
Радіоактивний вплив на біологічні організми радіоактивного ізотопу стронцію-90 не слід плутати з відносно безпечним стабільним ізотопом стронцію. Водночас вони не відрізняються за способами надходження в організм і за участю в біологічних обмінних процесах у ролі хімічного елемента.

## Забруднення стронцієм-90 довкілля
Стронцій-90 не зовсім так, як, ймовірно, цезій-137 буде вивільнений внаслідок аварії на ядерному реакторі, оскільки він набагато менш летючий, але, мабуть, є найнебезпечнішим компонентом викидів радіоактивних речовин під час ядерних вибухів.
Дослідження сотень тисяч молочних зубів, зібраних доктором Луїзою Райсс та її колегами в рамках проєкту «Baby Tooth Survey» (укр. обстеження дитячих зубів), виявило значне зростання рівня 90Sr протягом 1950-х та початку 1960-х років. Кінцеві результати дослідження показали, що діти, народжені в Сент-Луїсі, штат Міссурі, в 1963 році мали рівень 90Sr у своїх молочних зубах в 50 разів вищий, ніж у дітей, народжених у 1950 році, до появи масштабних атомних випробувань. Оглядачі дослідження зазначили, що радіоактивне зараження, ймовірно, спричинило збільшення кількості захворювань у тих, в кого стронцій-90 поглинається кістками.
Стаття з початковими висновками дослідження була розповсюджена президентом США Джоном Кеннеді в 1961 році й допомогла переконати його підписати з Великою Британією та Радянським Союзом Договір про заборону випробувань ядерної зброї в атмосфері, космічному просторі й під водою, що закінчило наземні випробування ядерної зброї, через які відбувалася найбільша кількість ядерних викидів в атмосферу.
Чорнобильська катастрофа вивільнила приблизно 10 петабекерелів (ПБк), або близько 5% сумарного вмісту 90Sr в довкіллі. Аварія на Першій Фукусімській АЕС вивільнила 0,1-1 ПБк стронцію-90 через охолоджувальну воду  в Тихий океан.

## Отримання
Ізотоп 90Sr отримують з радіоактивних продуктів розпаду 235U в ядерних реакторах
(вихід досягає 3,5% від продуктів поділу).

## Застосування
90Sr застосовується у виробництві радіоізотопних джерел енергії у формі титанату стронцію (SrTiO3) (щільність 5,1 г/см3, енерговиділення близько 5,7 Вт/см3).
Одне з широких застосувань 90Sr — контрольні джерела дозиметричних приладів, зокрема  військового призначення та Цивільної оборони. Найбільш поширений — типу «Б-8» виконаний як металева підкладка, яка містить в заглибленні краплю епоксидної смоли, яка містить сполуку 90Sr. Для забезпечення захисту від утворення радіоактивного пилу через ерозію, препарат закритий тонким шаром фольги. Фактично такі джерела іонізувального випромінювання є комплексом 90Sr — 90Y, оскільки ітрій безперервно утворюється під час розпаду стронцію. 90Sr — 90Y є практично чистим бета-джерелом. На відміну від гамма-радіоактивних препаратів бета-препарати легко екранувати відносно тонким (близько 1 мм) шаром сталі, що зумовило вибір бета-препарату для 
перевіркових цілей, починаючи з другого покоління військової дозиметричної апаратури (ДП-2, ДП-12, ДП-63).

### Промислове застосування
90Sr знаходить застосування в промисловості як радіоактивне джерело для товщиномірів.

### Медичне застосування
90Sr знаходить широке застосування в медицині як радіоактивне джерело для поверхневої променевої терапії деяких видів раку. Контрольовані кількості 90Sr та 89Sr можуть використовуватися для лікування раку кісток та для лікування коронарного рестенозу за допомогою судинної брахітерапії. Він також використовується як мічений атом у медицині та сільському господарстві.

### Аерокосмічне застосування
90Sr використовується в методі дефектоскопії лопатей (англ. blade inspection method)  в деяких вертольотів з порожнистим лонжероном лопаті, щоб з'ясувати, чи утворилася тріщина.